# 차순배
차순배(1972년 10월 23일 ~ )는 대한민국의 배우이다.

## 출연작

### 영화
- 《굳세어라 금순아》 (2002년) - 과일 노점상 역
- 《와일드 카드》 (2003년) - 감식반원 역
- 《친절한 금자씨》 (2005년) - 기자 1 역
- 《우리동네》 (2007년) - 고참 형사 역
- 《아스라이》 (2008년) - 영훈 역
- 《신기전》 (2008년) - 밍 1 역
- 《처음 만난 사람들》 (2009년) - 공장 사장 역
- 《지구에서 사는 법》 (2009년) - 심 작가 역
- 《하얀나비》 (2011년) - 감독 1 역
- 《우리 만난 지 1년 되는 날》 (2012년) - 집배원 역
- 《저스트 프렌즈》 (2012년) - 조만수 역
- 《스파이》 (2013년) - 작전참모 역
- 《만찬》 (2014년) - 검은차 남자 역
- 《사도》 (2015년) - 박내관 역
- 《로봇, 소리》 (2016년) - 보트주인 역
- 《울보》 (2016년) - 학생부장 역
- 《사냥》 (2016년) - 엽사 최병순 역
- 《택시운전사》 (2017년) - 차 기사 역
- 《미옥》 (2017년) - 장이사장 역
- 《꾼》 (2017년) - 강 사장 역
- 《돌아온다》 (2017년) - 채소가게 주인 역
- 《골든 슬럼버》 (2018년) - 합수부장 역
- 《덕구》 (2018년) - 의사 역
- 《나와 봄날의 약속》 (2018년) - 한나 담임 역 (특별출연)
- 《메멘토모리》 (2018년) - 준병 역
- 《박화영》 (2018년) - 조건남 역
- 《변산》 (2018년) - 의사 역
- 《사바하》 (2019년) - 총무스님 역
- 《자전차왕 엄복동》 (2019년) - 삼화여관 주인장 역
- 《악인전》 (2019년) - 대법원 판사 역
- 《결백》 (2020년) - 나일정 역
- 《오! 문희》 (2020년) - 응급실 의사 역
- 《낙원의 밤》 (2021년) - 황 사장 역
- 《자산어보》 (2021년) - 풍헌 역
- 《보이스》 (2021년) - 경찰서장 역 (특별출연)
- 《카운트》 (2023년) - 협회 회장 역
- 《빈틈 없는 사이》 (2023년) - 공인 중개사 역 (우정출연)
- 《탈주》 (2024년) - 1 사단장 역

### 드라마
- 《히트》 (2007년, MBC) - 경찰 역
- 《최강칠우》 (2008년, KBS2) - 박 검열 역
- 《미생》 (2014년, tvN) - 최 과장 역
- 《용팔이》 (2015년, SBS) - 신 과장 역
- 《라이더스: 내일을 잡아라》 (2015년, E채널 & 드라마큐브) - 김순배 부장 역
- 《응답하라 1988》 (2015년, tvN) - 계란장수 역
- 《동네의 영웅》 (2016년, OCN) - 홍규만 역
- 《대박》 (2016년, SBS) - 조태구 역
- 《굿 와이프》 (2016년, tvN) - 데이비드 리 역
- 《죽어야 사는 남자》 (2017년, MBC) - 최병태 역
- 《조작》 (2017년, SBS) - 김선홍 원장 역
- 《사랑의 온도》 (2017년, SBS) - 에릭 송 셰프 역
- 《저글러스》 (2017년, KBS2) - 백순배 부장 역
- 《미스 함무라비》 (2018년, JTBC) - 성공충 역
- 《흉부외과 - 심장을 훔친 의사들》 (2018년, SBS) - 이중도 역
- 《로맨스는 별책부록》 (2019년, tvN)
- 《빅이슈》 (2019년, SBS) - 차우진 역
- 《보좌관 - 세상을 움직이는 사람들》 (2019년, JTBC) - 보좌관 역 (특별출연)
- 《닥터 탐정》 (2019년, SBS) - 국장 역
- 《검사내전》 (2019년, JTBC) - 최태중 역
- 《메모리스트》 (2020년, tvN) - 임중연 역
- 《날아라 개천용》 (2020년, SBS) - 문주형 역
- 《빈센조》 (2021년, tvN) - 허 판사 역
- 《드라마 스페셜 - 통증의 풍경》 (2021년, KBS) - 경찰 팀장 역
- 《해피니스》 (2021년, tvN) - 선우창 역
- 《붉은 단심》 (2022년, KBS2) - 허 상선 역
- 《모범형사 2》 (2022년, JTBC) - 정치수 역
- 《멘탈코치 제갈길》 (2022년, tvN) - 송지만 역
- 《돌풍》 (2024년, Netflix) - 이중권 역
- 《백설공주에게 죽음을-Black Out》 (2024년, MBC) - 양흥수 역

### 뮤직비디오
- 원타임 - Nasty

## 수상
- 2003년 신춘문예연극제 남우주연상